# Ma grand-mère est riche
Ma grand-mère est riche (Where There's a Will) est un téléfilm américain réalisé par John Putch et diffusé le 6 mai 2006 sur Hallmark Channel.

## Fiche technique
- Titre original : Where There's a Will
- Réalisation : John Putch
- Scénario : Rex McGee
- Photographie : Amit Bhattacharya
- Musique : Joe Kraemer
- Durée : 80 minutes
- Pays :  États-Unis

## Distribution
- Marion Ross : Leslie Clyde Onstott
- Frank Whaley : Richie Greene
- Christine Elise : Annie Clark
- Keith Carradine : Shérif Clifford Laws
- David DeLuise : Willy
- David Bowe (en) : Révérend Stevens
- Brooke Davis : Lucy Ghost
- Jack Donner (en) : Docteur Whitehouse
- Peter Michael Goetz (en) : Donnie Paul Lugger
- Jacleen Haber : Angie
- Michael Dean Jacobs : Ben Mountebank
- Melissa Jones : Betty
- Mary Beth McDonough : Docteur Burton
- Paul Michael (en) : Wheeler Darden
- Daniel Riordan (en) : Paulie
- Karly Rothenberg : Loretta Baxter
- Jay Underwood : Jimmy Ray
- Grant Vaught : T.J Baxter
- Seemah Wilder : Dovie Holt